# Semidalis frommeri
Semidalis frommeri är en insektsart som beskrevs av Meinander 1974. Semidalis frommeri ingår i släktet Semidalis och familjen vaxsländor. Inga underarter finns listade i Catalogue of Life.